# Małgorzata Durydiwka
Małgorzata Durydiwka (ur. 1964)– polska geograf, doktor habilitowana nauk o Ziemi, wykładowczyni Wydziału Geografii i Studiów Regionalnych Uniwersytetu Warszawskiego. 

## Życiorys
Małgorzata Durydiwka ukończyła studia geograficzne na Uniwersytecie Warszawskim w 1988 r. W następnym roku rozpoczęła pracę na uczelni macierzystej jako asystent. Doktoryzowała się w 1997 r. na Wydziale Geografii i Studiów Regionalnych UW na podstawie pracy Rolnictwo ekologiczne jako przykład realizacji koncepcji rozwoju zrównoważonego. W 2013 r. uzyskała stopień doktora habilitowanego w dyscyplinie geografia turyzmu.
Początkowo specjalizowała się w geografii rolnictwa i gospodarki żywnościowej oraz w geografii zasobów. W kolejnych latach publikowała prace dotyczące tematyki obejmującej geografię turyzmu, turystykę religijną, krajobraz kulturowy i przestrzeń turystyczną w obszarach wiejskich.

## Wybrane publikacje[2]
- Tourist function in rural areas in Poland. Spacial diversity and changing trends (2013)
- Czynniki rozwoju i zróżnicowanie funkcji turystycznej na obszarach wiejskich w Polsce (2012)
- Dziedzictwo kulturowe jako czynnik rozwoju funkcji turystycznej – na przykładzie gmin bieszczadzkich (2011)
- Przestrzeń turystyczna. Czynniki, różnorodność, zmiany (2011)
- Turystyka zrównoważona (2010)
- Ruch turystyczny - z centrum ku peryferiom (2009)
- Turystyka religijna (2008)
- Tourism as a factor of the activation the rural areas in Poland (2005)
- Posibilidades del desarrollo del turismo en la region de las Huastecas (2002)
- Agrarian overpopulation in Poland as a socio-economic problem (2000)
- Contemporary ownership transformations in Polish agriculture (1998)
- The consequences of the contemporary ownership transformations in Polish agriculture (1998)